# Claude Ménard
No se debe confundir con su contemporáneo Nicolas-Hugues Ménard.
Claude Ménard (Saumur, 7 de diciembre de 1574-Corzé, 20 de enero de 1652) fue un historiador, eclesiástico, escritor y erudito francés.

## Biografía
Nació en Saumur y, después de terminar su educación con los jesuitas en París, fue enviado a Toulouse donde estudió derecho y donde adquirió el gusto por las crónicas y los libros antiguos.
En 1598 se casó y fue nombrado para el cargo de teniente del preboste de Angers, aplicándose al estudio de las antigüedades de su provincia, por lo que sería citado por Gilles Ménage como «el primer historiador de Anjou; el padre de la historia de Anjou». Fruto de sus estudios es una Historia de Anjou que dejó manuscrita, con la que se demuestra que no es un compilador vulgar, pues recurrió para sus investigaciones a fuentes auténticas, leyó las crónicas y estudió los manuscritos. A la muerte de su esposa adoptó el estado eclesiástico y realizó reformas en diversos monasterios de Anjou.
Según la Biografía eclesiástica completa (Madrid, 1862):

Claude Ménard sintió tan profundamente la pérdida de su esposa que hubiera acabado sus días en el retiro de un claustro, si sus amigos no le hubiesen disuadido de este propósito; mas sus reflexiones no bastaron a privarle de que abrazase el estado eclesiástico, en el que se distinguió por el celo con que contribuyó a restablecer la antigua disciplina en algunos monasterios.

Como escritor dejó varias obras, entre ellas una historia de San Luis, rey de Francia, una historia de Bertrand du Guesclin, un libro contra los canónigos de San Mauricio y su defensa de Eveillon, una recopilación de piezas latinas en ocasión de la toma de La Rochelle, una obra sobre un campamento romano (Doué) y un número de obras manuscritas que se hallaban primeramente en la biblioteca pública de Anger, como un manuscrito incompleto de biografías y topografía de Anjou.

## Obras
- Recherche et Advis sur le corps de saint Jacques le Majeur, Angers, 1610.
- Sancti Agustini contra secundam Juliani....., París, 1617.
- Sancti Hieronimi Stridionensis......, París, 1617.
- Histoire de saint Louis par Joinville, París, 1617.
- Histoire de Bertrand Duguesclin, París, 1618.
- L'Ame devote et son chariot, París, 1619.
- L'Alliance de la creche avec la croix, París, 1620.
- Plainte apologetique pou l'eveque d'Angers, Angers, 1625.
- Amphitheatri Andegavensis...., Angers, 1637.
- Civitatis Andegavensis....., Angers, 1628.
- Itinerarium B. Antonini martyris, Angers, 1640.
- Rerum Andegavesium Pandectae
- Chronologie des Empereurs romains d'apres les medailles
- L'Ordre du Croissant,.....
- Otras obras manuscritas